# Grande-Bretagne aux Jeux européens de 2015
La Grande-Bretagne participe aux Jeux européens de 2015. Elle fait partie des 50 nations prenant part à la première édition de cette compétition.
Sa délégation comporte 160 athlètes.

## Médailles
| Médaille           | Nom | Sport       | Épreuve                             | Date    |
| ------------------ | --- | ----------- | ----------------------------------- | ------- |
| Médaille d'or      | Gordon Benson | Triathlon   | Triathlon homme                     | 14 juin |
| Médaille d'or      | Charlie Maddock (en) | Taekwondo   | Femme -49 kg                        | 16 juin |
| Médaille d'or      | Jade Jones | Taekwondo   | Femme -57 kg                        | 17 juin |
| Médaille d'or      | Lois Toulson | Plongeon    | Femme plateforme                    | 18 juin |
| Médaille d'or      | Amber Hill | Tir         | Femme skeet                         | 20 juin |
| Médaille d'or      | James Heatly | Plongeon    | Homme 3 m                           | 20 juin |
| Médaille d'or      | Matty Lee | Plongeon    | Homme 10 m                          | 21 juin |
| Médaille d'or      | Katherine Torrance (en)                                                                                                   | Plongeon    | Femme 3 m                           | 21 juin |
| Médaille d'or      | Abbie Wood | Natation    | Femme 400 m ind. 4 nages            | 23 juin |
| Médaille d'or      | Holly Hibbott | Natation    | Femme 800 m nage libre              | 23 juin |
| Médaille d'or      | Duncan Scott Daniel Speers Martyn Walton Tom Fannon Cameron Kurle Matthew Lee                                             | Natation    | Homme 4 × 100 m nage libre          | 23 juin |
| Médaille d'or      | Luke Greenbank | Natation    | Homme 100 m dos                     | 24 juin |
| Médaille d'or      | Nicola Adams | Boxe        | Femme -48 kg                        | 25 juin |
| Médaille d'or      | Duncan Scott | Natation    | Homme 100 m nage libre              | 26 juin |
| Médaille d'or      | Luke Greenbank | Natation    | Homme 200 m brasse                  | 26 juin |
| Médaille d'or      | Joe Joyce | Boxe        | Homme +91 kg                        | 26 juin |
| Médaille d'or      | Richard Kruse Marcus Mepstead Alexander Tofalides Ben Peggs                                                               | Escrime     | Fleuret par équipe Homme            | 27 juin |
| Médaille d'or      | Duncan Scott | Natation    | Homme 200 m nage libre              | 27 juin |
| Médaille d'argent  | Lani Belcher (en) | Canoë-kayak | Femme K1-5 000 m                    | 16 juin |
| Médaille d'argent  | James Heatly Ross Haslam (en)                                                                                             | Plongeon    | homme 3 m synchronisé               | 19 juin |
| Médaille d'argent  | Katherine Driscoll (en)                                                                                                   | Gymnastique | Femme trampoline                    | 21 juin |
| Médaille d'argent  | Duncan Scott Martyn Walton Georgia Coates Darcy Deakin Hannah Featherstone Madeleine Crompton Daniel Speers Cameron Kurle | Natation    | Relai mixte 4 × 100 m nage libre    | 24 juin |
| Médaille d'argent  | Jarvis Parkinson (en) | Natation    | Homme 200 m ind. 4 nages            | 25 juin |
| Médaille d'argent  | Duncan Scott Martyn Walton Kyle Chisholm Cameron Kurle                                                                    | Natation    | Homme 4 × 200 m nage libre          | 25 juin |
| Médaille d'argent  | Amelia Clynes (en) | Natation    | Femme 100 m papillon                | 26 juin |
| Médaille d'argent  | Luke Greenbank Charlie Attwood Amelia Clynes Georgia Coates Joe Litchfield Luke Davies Abbie Wood Hannah Featherstone     | Natation    | 4 × 100 mètres 4 nages              | 26 juin |
| Médaille d'argent  | Cameron Kurle | Natation    | Homme 200 m nage libre              | 27 juin |
| Médaille d'argent  | Duncan Scott Charlie Attwood Martyn Walton Luke Greenbank Cameron Kurle Kyle Chisholm Luke Davies Joe Hulme               | Natation    | Relai homme 4 × 100 m 4 nages       | 27 juin |
| Médaille de bronze | Ed McKeever | Canoë-kayak | Homme K1-200 m                      | 16 juin |
| Médaille de bronze | James Heatly | Plongeon    | Homme 1 m                           | 18 juin |
| Médaille de bronze | Lutalo Muhammad | Taekwondo   | Homme -80 kg                        | 18 juin |
| Médaille de bronze | Ryan Bartlett (en) Hannah Baughn (en)                                                                                     | Gymnastique | paire mixte concours par équipe     | 19 juin |
| Médaille de bronze | Brinn Bevan | Gymnastique | Homme cheval d’arçon                | 20 juin |
| Médaille de bronze | Ryan Bartlett (en) Hannah Baughn (en)                                                                                     | Gymnastique | paire mixte dynamique               | 21 juin |
| Médaille de bronze | Ryan Bartlett (en) Hannah Baughn (en)                                                                                     | Gymnastique | Paire mixte acrobatique             | 21 juin |
| Médaille de bronze | Holly Hibbott Madeleine Crompton Georgia Coates Darcy Deakin Hannah Featherstone                                          | Natation    | Relais féminin 4 × 100 m nage libre | 23 juin |
| Médaille de bronze | Qais Ashfaq (en) | Boxe        | Homme -56 kg                        | 24 juin |
| Médaille de bronze | Luke Davies | Natation    | 200 m brasse Hommes\|               | 24 juin |
| Médaille de bronze | Sandy Ryan (en) | Boxe        | Femme - 60 kg                       | 25 juin |
| Médaille de bronze | Layla Black (en) | Natation    | 200 m brasse féminin\|              | 25 juin |
| Médaille de bronze | Martyn Walton (en) | Natation    | 200 m 4 nages individuels Hommes    | 25 juin |
| Médaille de bronze | Emma Cain Rebecca Sherwin Darcy Deakin Abbie Wood Layla Black Georgia Coates Amelia Clynes                                | Natation    | relais 4 × 100 m 4 nages féminin    | 25 juin |
| Médaille de bronze | Josh Kelly | Boxe        | Homme - 69 kg                       | 26 juin |
| Médaille de bronze | Laura Stephens | Natation    | Femme 100 m papillon                | 26 juin |
| Médaille de bronze | Holly Hibbott Madeleine Crompton Georgia Coates Darcy Deakin Hannah Featherstone                                          | Natation    | relai femmes 4 × 200 m nage libre   | 27 juin |
| Médaille de bronze | Abbie Wood | Natation    | Femme 100 m ind. 4 nages            | 27 juin |
| Médaille de bronze | Charlie Attwood (en) | Natation    | Homme 100 m brasse                  | 27 juin |